# Municipio de Valleytown
El municipio de Valleytown (en inglés: Valleytown Township) es un municipio ubicado en el  condado de Cherokee en el estado estadounidense de Carolina del Norte. En el año 2010 tenía una población de 7.275 habitantes.

## Geografía
El municipio de Valleytown se encuentra ubicado en las coordenadas 35°14′22.63″N 83°49′47.7″O / 35.2396194, -83.829917.